# Vol NLM CityHopper 431
Le 6 octobre 1981, un Fokker F28 effectuant le vol NLM CityHopper 431, un vol international régulier assurant la liaison Rotterdam-Eindhoven-Hambourg, s'écrase prés d'une zone industrielle à 24 km au sud-est de l'aéroport de Rotterdam-La Haye, quelques minutes après son décollage. Les treize passagers et quatre membres d'équipage à bord sont tués sur le coup.

## Avion et équipage
L'appareil impliqué est un Fokker F28-4000, immatriculé PH-CHI et construit en 1979. Ce biréacteur court-courrier cumule 4 485 heures de vol et 5 997 cycles (décollage/atterrissage) au moment de l'accident.
Le commandant de bord est Jozef Werner (33 ans), qui travaille pour NLM CityHopper (en) depuis près de onze ans. Il totalise 4 900 heures de vol à son actif, dont 309 sur Fokker F28. 
Le copilote est Hendrik Schoorl (28 ans), qui travaille pour la compagnie aérienne depuis trois ans et totalise 2 971 heures de vol, dont 2 688 sur Fokker F28.

## Accident
Lors du briefing pré-vol, effectué 44 minutes avant le décollage, l'équipage est informé de la présence d'une zone orageuse de forte intensité au sud et à l'est de Rotterdam, avec une visibilité de 5 km, une base nuageuse à 1 200 pieds (370 m) et des vents de 15 à 25 nœuds (28 à 46 km/h) provenant du sud-sud-ouest.
À 17h04, le vol 431 a décollé de l'aéroport de Rotterdam. Environ cinq minutes après le décollage, l'équipage a noté de fortes précipitations dans la zone orageuse sur le radar et a reçu l'autorisation du contrôle aérien d'éviter la zone. Les pilotes ont alors changé de cap, en direction du sud, afin de passer entre les deux cellules orageuses présentent dans la région.
À 17h12, l'avion est entré dans une tornade alors qu'il volait à travers les nuages, la même que les habitants de la Zélande ont décrit comme étant responsable de dégâts matériels considérables au sol. Une enquête a conclu qu'une forte augmentation de l'altitude, enregistrée sur l'altimètre de l'avion, n'a pas été causé par un changement d'altitude, mais plutôt par une chute de la pression atmosphérique associée à la tornade.
Les contraintes subies par la cellule en raison des fortes turbulences ont entraînés une augmentation des charges structurelles sur l'appareil, allant de +6,8 g et de −3,2 g, alors que le Fokker F28 était conçu pour résister à une contrainte maximale de 4 g. Cela à provoquer la séparation d'une grande partie de l'aile droite. 

Site de l'accident
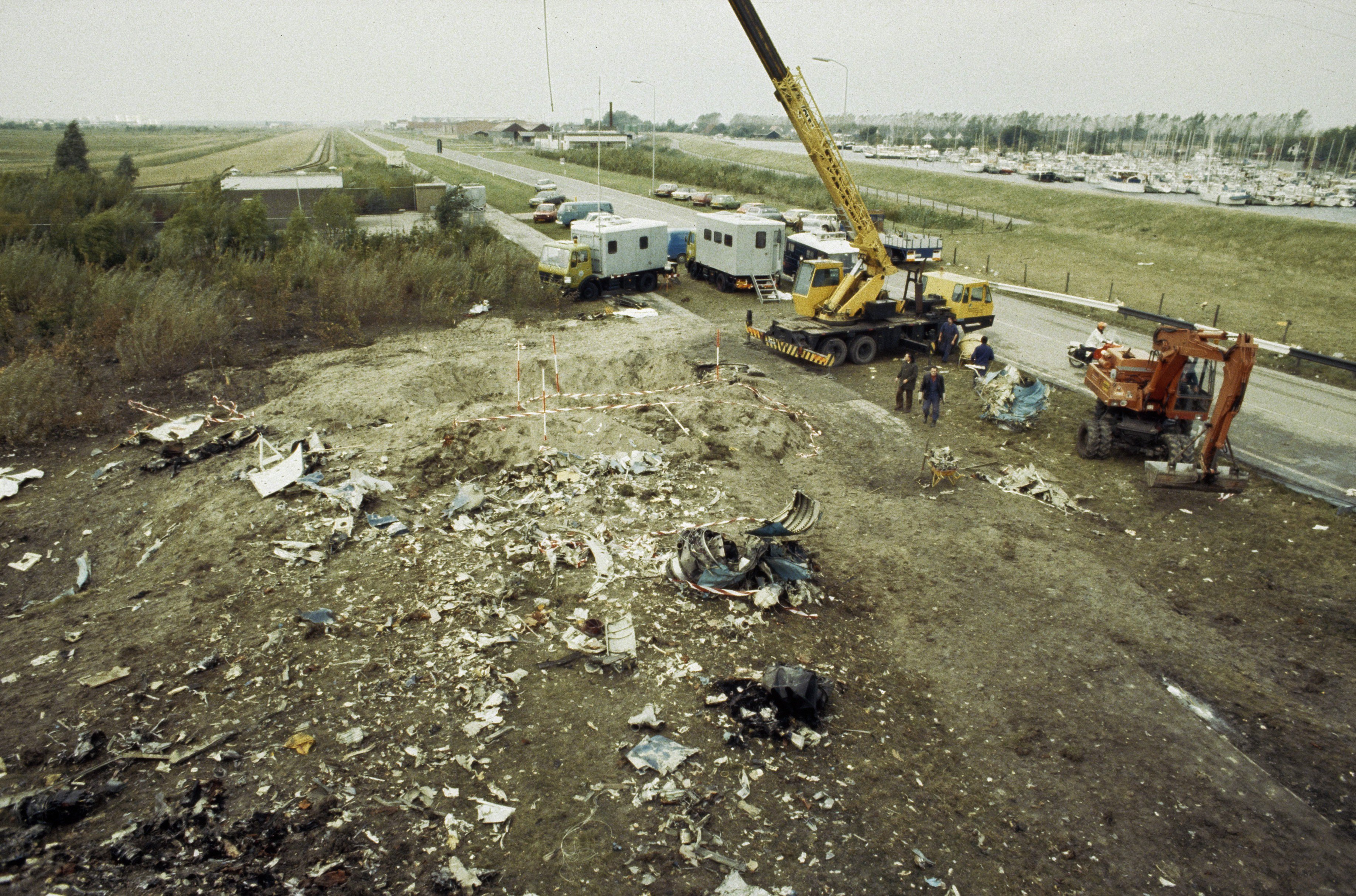
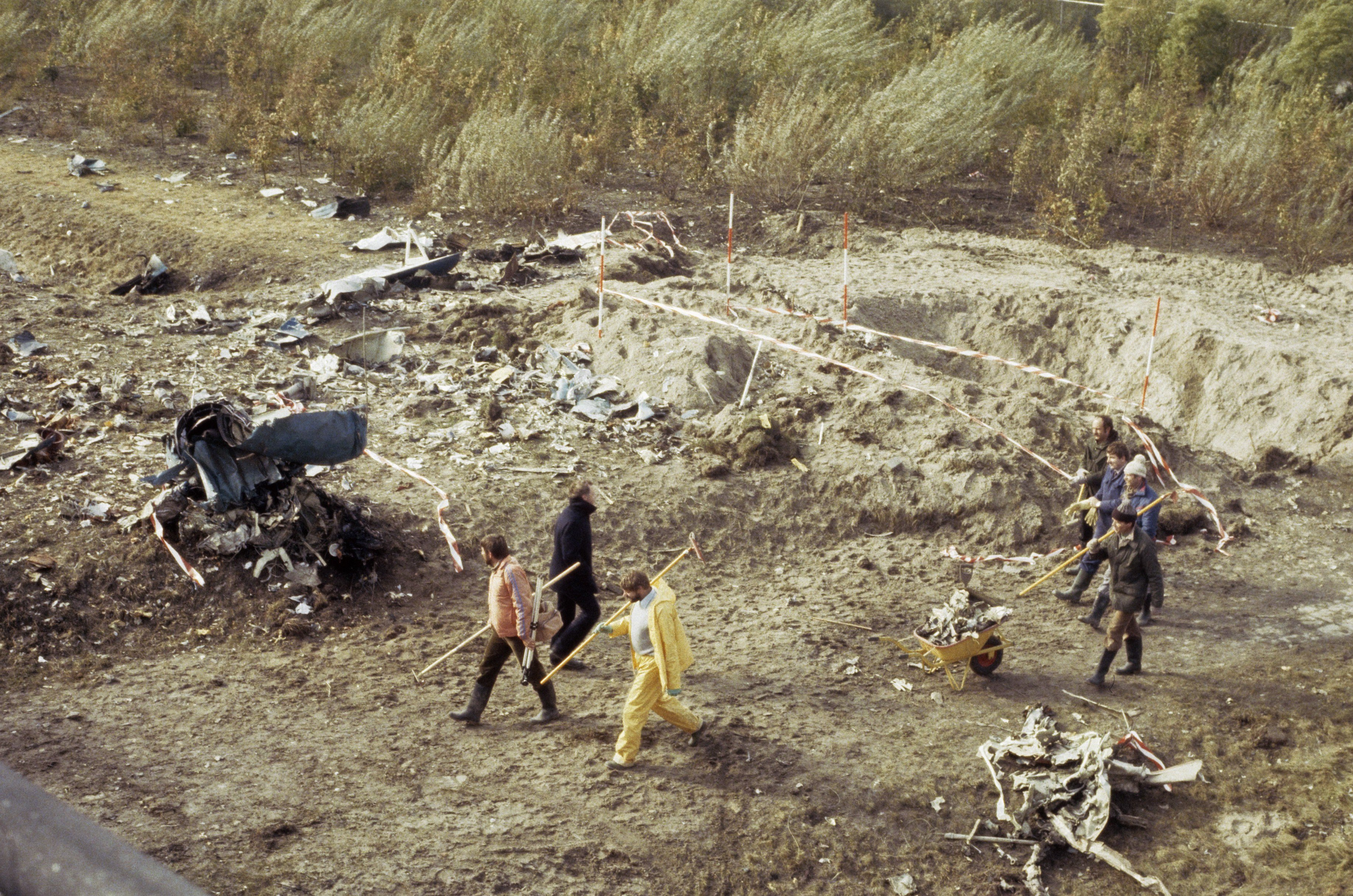
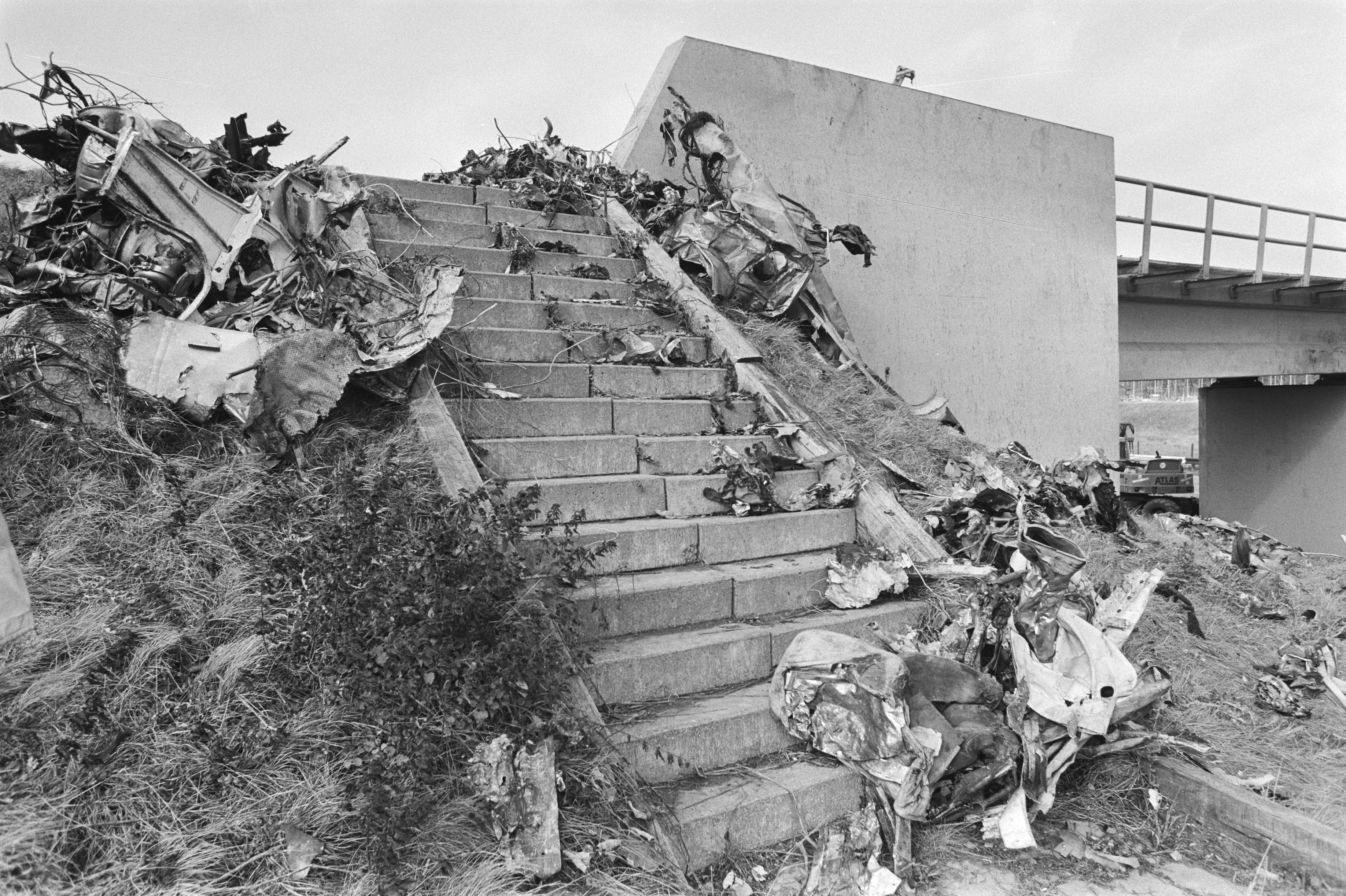

L'avion est ensuite parti en piqué, à partir de son altitude de 3 000 pieds (910 m), puis s'est écrasé prés d'un pont ferroviaire situé à environ 400 m d'une usine Shell, à la périphérie sud-est de Moerdijk. Les 17 occupants de l'appareil ont tous péri dans l'accident. On dénombre également une personne décédée au sol ; un pompier a succombé à un arrêt cardiaque mortel, alors qu’il observait l’accident depuis le sol.